# Generalbas

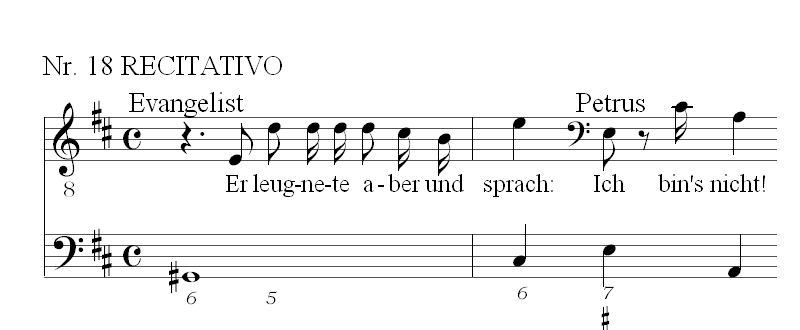
Exempel på generalbas.

Generalbas (italienska basso continuo)  är ett slags notskrift där man anger ackord i relation till en given basnot. Den noteras genom att man sätter till exempel siffror och/eller förtecken över basmelodin, som ska visa vilka ackordtoner som ska finnas med. Användes främst under barocken.
Generalbasen anses vara så grundläggande för barockmusik att Hugo Riemann i slutet av 1800-talet stiftade termen Generalbasszeitalter när han menade vad vi idag kallar barocken. Det kom sig av att generalbasen är så spridd; mycket få musikstycken från perioden mellan omkring 1600 till cirka 1780 är tänkta att framföras utan den.
Termen "generalbas" används egentligen för att beskriva ett antal funktioner i barockmusik, men är mest förstådd som basstämman i ett musikstycke med eller utan så kallad generalbasbesiffring, samt den eller de spelare som framför ett mer eller mindre improviserat ackompanjemang genom att läsa denna bas och dessa siffror. Genom att spela till exempel ett "e" i basstämman och ovanför den se siffran "6" vet man att här skall spelas ett så kallat sextackord på "e", det vill säga ett C-durackord i första omvändningen (under förutsättning att ciss inte är ett fast förtecken). Står där ingen siffra betyder det i princip att man skall spela ett ackord i grundläge.
En vanlig uppfattning är att basen spelades av ett basinstrument (cello, fagott et cetera) och att siffrorna realiserades av ett ackordinstrument (cembalo, orgel, luta et cetera) men så enkelt är det långtifrån. Generalbasen kan utan problem framföras av enbart ett ackordinstrument, men likaså kan basinstrumenten vara flera i kombination. För att göra det mer komplext förekom det att även de så kallade basinstrumenten spelade ackord (cello och gamba) medan ackordinstrumenten ibland inte spelade ackord utan bara basen (till exempel ärkeluta).
Vidare berodde realiseringen av generalbasen på andra faktorer; olika länder hade olika "stilar" och ideal under olika perioder, olika musikstilar (till exempel kyrkomusik och världslig/teatermusik) hade olika sätt att ackompanjeras, olika storlekar på ensemblen krävde olika ackompanjemang och så vidare. Vad man under alla omständigheter kan vara säker på är att man inte höll sig till ett strikt fyrstämmigt ackompanjemang genomgående; många originalkällor visar på detta. Det är dock på det sättet man vanligen får lära sig att spela generalbas idag.